# Väländan
Väländan är en tätort i Haninge kommun. Orten ligger väster om tätorten Västerhaninge, söder om länsväg 257 från Vårsta och cirka 4,5 km ifrån Tungelsta station.

## Befolkningsutveckling
| Befolkningsutvecklingen i Väländan 1990–2020 | Befolkningsutvecklingen i Väländan 1990–2020 | Befolkningsutvecklingen i Väländan 1990–2020 | Befolkningsutvecklingen i Väländan 1990–2020 | Befolkningsutvecklingen i Väländan 1990–2020 |
| -------------------------------------------- | -------------------------------------------- | -------------------------------------------- | -------------------------------------------- | -------------------------------------------- |
|                                              |                                              |                                              |                                              |                                              |
| År                                           |                                              |                                              | Folkmängd                                    | Areal (ha)                                   |
| 1990                                         | 1990                                         |                                              | 159                                          | 106#                                         |
| 1995                                         | 1995                                         |                                              | 300                                          | 112                                          |
| 2000                                         | 2000                                         |                                              | 411                                          | 118                                          |
| 2005                                         | 2005                                         |                                              | 451                                          | 119                                          |
| 2010                                         | 2010                                         |                                              | 469                                          | 118                                          |
| 2015                                         | 2015                                         |                                              | 522                                          | 162                                          |
| 2020                                         | 2020                                         |                                              | 557                                          | 162                                          |
| Anm.: Ny tätort 1995 # Som småort.           |                                              |                                              |                                              |                                              |